# Oroposoma ticinense
Oroposoma ticinense är en mångfotingart som beskrevs av Manfredi 1957. Oroposoma ticinense ingår i släktet Oroposoma och familjen knöldubbelfotingar. Inga underarter finns listade i Catalogue of Life.